# Loeseneriella crenata
Loeseneriella crenata là một loài thực vật có hoa trong họ Dây gối. Loài này được (Klotzsch) R. Wilczek ex N. Hallé mô tả khoa học đầu tiên năm 1986.